# 広島市立伴中学校
広島市立伴中学校（ひろしましりつ ともちゅうがっこう）は、広島県広島市安佐南区伴中央にある公立中学校。伴中とも呼ばれる。

## 沿革
- 1947年（昭和22年）- 広島県安佐郡伴村伴中学校設置開校
- 1948年（昭和23年）- 学校再編成により安佐郡学校組合安佐中学校伴分校となる
- 1950年（昭和25年）- 校舎落成、伴村立中学校として独立
- 1954年（昭和29年）- 講堂落成式挙行
- 1955年（昭和30年）- 町村合併により，戸山村と合併し沼田町と改名，広島県沼田町立伴中学校と改名
- 1956年（昭和31年）- 学校給食開始
- 1964年（昭和39年）- 養護学級開設
- 1971年（昭和46年）- 広島市と合併のため広島市立伴中学校と改名
- 1975年（昭和50年）- 新校地校舎落成，体育館，プール，落成式を挙行
- 1976年（昭和51年）- 給食室完成
- 1977年（昭和52年）- 広島市緑化指定校として校庭周辺につた，櫟，楠，みづの木，ゆりの木植樹さる。創立30周年記念式を行う
- 1978年（昭和53年）- 同窓会発会式第1回総会、4階東側に美術教室・被服教室竣工
- 1979年（昭和54年）- 4階西側に図書室竣工、体育倉庫・教官室・クラブ室，野球バックネット竣工
- 1980年（昭和55年）- 南校舎1階竣工
- 1981年（昭和56年）- クラブ室竣工
- 1982年（昭和57年）- 南校舎２・３階竣工、グラウンド改修
- 1986年（昭和61年）- 楽焼場竣工
- 1987年（昭和62年）- 校舎周辺の塗装工事完了、創立40周年記念式を行う、日本PTA協議会より，優秀PTA賞として表彰される
- 1988年（昭和63年）- 屋体床改修工事完了、給食室改修及びボイラー据え替え完了、屋体便所及び管理倉庫のアスベスト除去工事完了、プールポンプ室送水管補修工事完了
- 1989年（平成元年）- 玄関前庭園改修工事完了、PTA設立40周年記念行事
- 1990年（平成２年）- 屋外便所新設・電話配線・ガス配管改修工事完了、PTA文部大臣表彰受賞、電話配線改修工事完了
- 1991年（平成３年）- 屋外便所新設工事完了、体育館倉庫増築工事完了、給食室床面改修完了、上水道揚水ポンプ取り替え工事完了
- 1992年（平成４年）- 広島市教育委員会より学習指導の指定校に指定（環境教育）、コンピュータ教室工事完了、体育館屋根塗装工事完了
- 1994年（平成６年）- 棒球網新設工事完了
- 1995年（平成７年）- 汚水管接続建築工事
- 1996年（平成８年）- バレーボールコート改修工事完了、健康，安全教育研究校推進校に指定
- 1997年（平成９年）- 南校舎便所改修，北校舎休養室工事完了、機械警備開始、創立50周年記念式を行う
- 1998年（平成10年）- 給食室食器保管庫新設、体力つくり研究大会
- 1999年（平成11年）- 職員室室外冷房機設置工事完了
- 2000年（平成12年）- 受水槽移動工事完了、棒球網増設工事完了、北校舎便所改修工事完了、ふれあいひろば改修工事完了
- 2001年（平成13年）- 北校舎外壁改修完了
- 2002年（平成14年）- プール改修工事完了
- 2003年（平成15年）- 体育館外壁改修完了
- 2004年（平成16年）- 校内LAN配線工事完了
- 2005年（平成17年）- 体育館床張替工事完了
- 2006年（平成18年）- プレハブ校舎新設工事完了
- 2007年（平成19年）- プレハブ校舎増設工事完了、創立70周年記念式典(ALSOKホール)
- 2008年（平成20年）- 広島市立大塚中学校分離
- 2009年（平成21年）- グラウンド改修工事完了
- 2011年（平成23年）- 第一理科室改修工事完了
- 2014年（平成26年）- 耐震化工事完了
- 2015年（平成27年）- グラウンド照明改修工事完了
- 2017年（平成29年）- 創立70周年記念式典
- 2019年（平成31年）- 広島市教育委員会より英語教育研究校に指定

## 主な行事
- 野外活動4月
- 職場体験5月
- 中間試験5月
- 体育祭- 6月頃
- 期末試験9月
- 文化祭- 10月頃
- 中間試験11月
- 修学旅行12月
- 期末試験2月
- 第1学年- 野外活動
- 第2学年- 修学旅行
- 第3学年- 職場体験

## 校風
- 校訓
  - 誠実敬愛
- 伴中スタンダード
  - 「自らすすんで明るく元気なあいさつをします」
  - 「時間を守ります」
  - 「掃除時間は、黙って一生懸命掃除をします」
  - 「整理整頓をします（はきものを揃える等）」
  - 「毎日必ず家庭学習をします」

## 施設
- 校舎
  - 北校舎
  - 南校舎
  - プレハブ校舎
- 体育館
- グラウンド
  - バレーボールコート(2面)
  - テニスコート(2面)
  - 200m陸上トラック
- 給食室

## 部活動

### 体育系
- 軟式野球部
- サッカー部
- 女子バレーボール部
- ソフトテニス部
- 卓球部
- バドミントン部
- バスケットボール部
- 水泳競技部
- 陸上競技部

### 文化系
- 吹奏楽部
- 放送部
- 囲碁・将棋部
- 家庭科部
- 美術部

## 生徒会執行部
生徒会執行部は以下の役職によって構成される。
- 生徒会長
- 生徒会副会長（男女１名ずつ）
- 文化委員長
- 厚生委員長
- 保体委員長
- 副会長（第1学年から3名）

尚、毎年12月頃に生徒会役員選挙を行う。

## 著名な卒業生
- 柳田悠岐ープロ野球選手